# Токаревское сельское поселение (Крым)
Токаревское се́льское поселе́ние (укр. Токаревське сільське поселення, крымскотат. Джамчы кой юрту, Camçı köy yurtu) — муниципальное образование в Кировском районе Республики Крым России, в степном Крыму, на побережье Сиваша.
Административный центр — село Токарево.

## История
В советское время был создан Токаревский сельский совет.
Сельское поселение образовано в соответствии с законом Республики Крым от 5 июня 2014 года.

## Население
| 2001  | 2014  | 2015  | 2016  | 2017  | 2018  | 2019  |
| ----- | ----- | ----- | ----- | ----- | ----- | ----- |
| 2212  | ↘1721 | ↗1724 | ↗1739 | ↘1727 | ↘1722 | ↘1719 |
| 2020  | 2021  |       |       |       |       |       |
| ↗1720 | ↘1576 |       |       |       |       |       |

## Состав сельского поселения
| № | Населённый пункт | Тип населённого пункта       | Население |
| - | ---------------- | ---------------------------- | --------- |
| 1 | Токарево         | село, административный центр | ↘831      |
| 2 | Шубино           | село                         | ↘890      |